# Microregiunea Kecskemét
Microregiunea Kecskemét (în maghiară Kecskeméti kistérség) a fost o microregiune statistică (kistérség) din județul Bács-Kiskun, Ungaria.
Cu o populație de 174.545 locuitori și o suprafață de 1.483,06 km2, aceasta a existat până în 2014, când în Ungaria, microregiunile ”kistérségek” au fost înlocuite de districte (járások).